# Конья

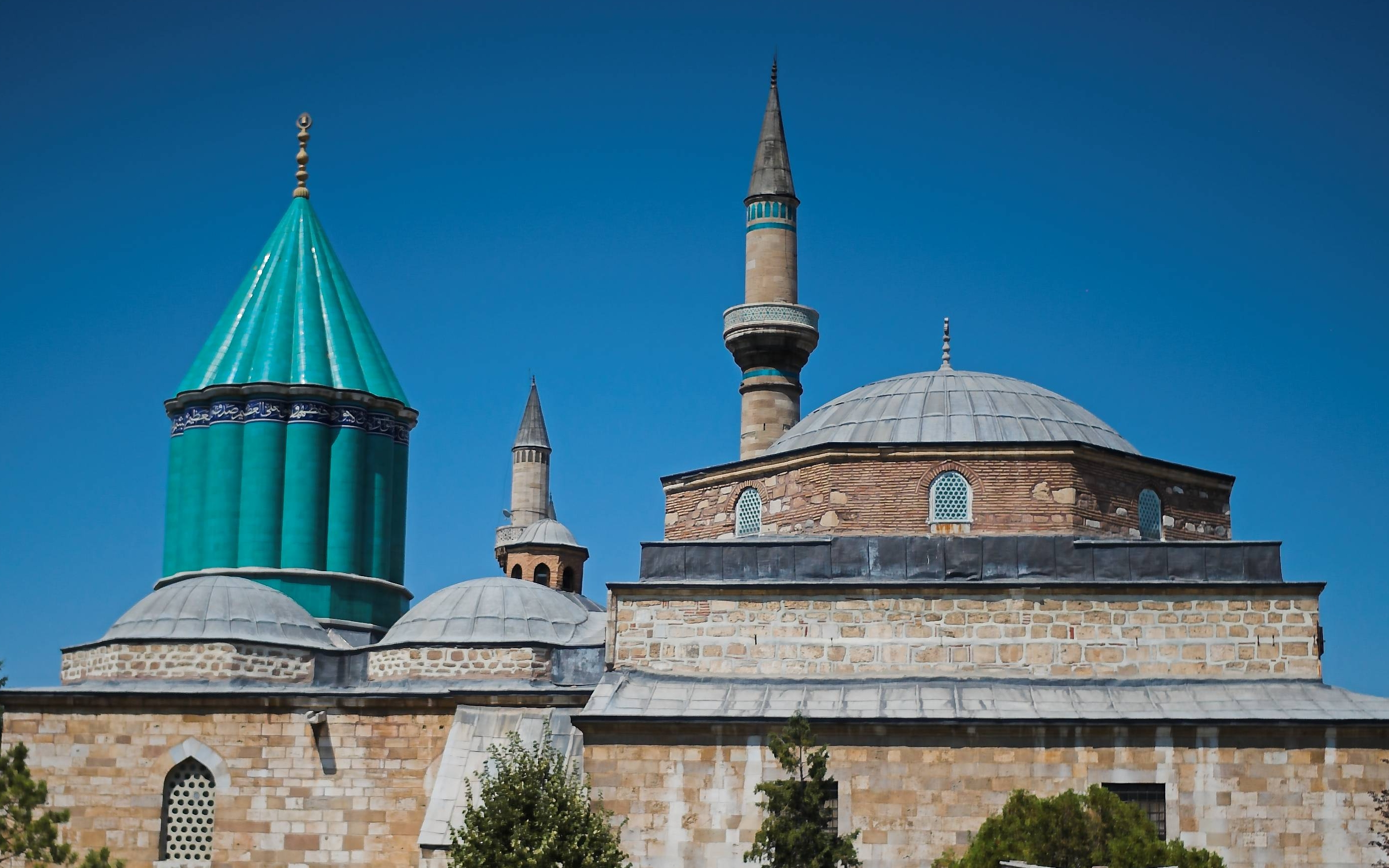
Мавзолей Мевляны (Джалаледдина Руми) в Конье

Ко́нья (тур. Konya; др.-греч. Ικόνιον, лат. Iconium, Икониум, Кувана) — город в Турции, расположенный в центральной части Анатолии. Население — 2 079 225, центр одноимённой провинции.
Город известен своей историей, имеет большую культурную и религиозную ценность.

## История

### Догреческий период
Само место было заселено очень давно. В 50 км к югу от города находится поселение Чатал-Хююк, историю которого прослеживают с 7500 до н. э.
Под названием Куванна город входил в Хеттское царство около 4000 лет назад, так же он назывался и в Фригии.

### Римский и византийский период
В греческих документах город фигурирует как Иконион (Иконий).
В Библии Иконион (Икония) упоминается в Деяниях апостолов (14:1), с городом связаны поездки апостола Павла. Считается родиной первомученицы Фёклы (30-е годы I века), великомученицы Параскевы-Пятницы (III век)
Во времена римского императора Клавдия город был передан ветеранам и получил название «Клавдикониум».
Город принадлежал римской провинции Ликаонии, в греческие времена город принадлежал Фригии. Археологические раскопки в центре города (Аладдин-тепе) привели к находкам фригийских изделий примерно 25 г. н. э., а также предметов, характерных для соседних провинций Галатии, Каппадокии, Писидии и Памфилии.
Как видно из императорских монет, Икониум имел права римской колонии. Икониум особенно часто упоминается в эпоху крестовых походов.

### Сельджуки

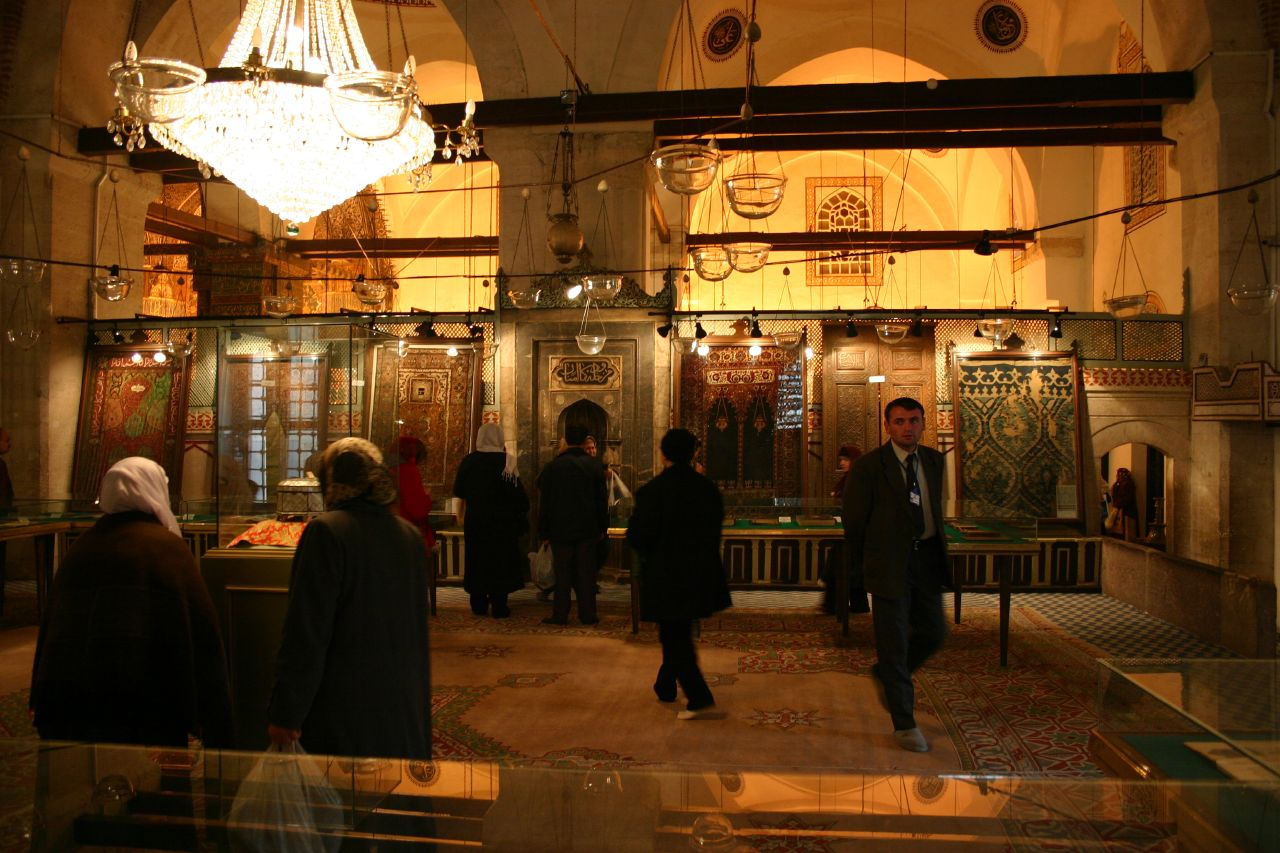
Музей при гробнице Руми в Конье

Район Коньи в 1070-х заняли сельджуки. Мощь сельджукского государства постепенно ослабевала, в то время когда Икониум был столицей, государство называлось Иконийский султанат, а название Конья появилось через пару столетий. В то время Конья была активным центром как турецкой, так и персидской культуры.
В сельджукский период здесь жил знаменитый поэт и математик Омар Хайам (1048—1131). В XIII веке здесь жил и был похоронен Мевлана Джалаледдин Руми, здесь в 1244 году он встретился с Шемсом Тебризи, и они образовали суфийский орден Мевлеви. Руми умер 17 декабря 1273, его мавзолей до сих пор считается святым местом, и паломники постоянно посещают Конью, на праздники дервиши устраивают у его могилы ритуал Сема.
После монгольского завоевания Анатолии в начале 1240-х годов Конья оставалась центром суфизма, и по всему востоку организовывались ордена дервишей наподобие Мевлеви.
Что касается Сельджукского государства, то оно в начале первой половины XIV века распалось на несколько бейликов. В 1322 году бывшая столица сельджукского Румского султаната была завоёвана Караманидами и была их столицей до 1420 года.

### Османская империя
В 1553 году в местечке Эрегли под Коньей был казнён шехзаде Мустафа, а в 1559 году будущий султан Османской империи Селим II разгромил в битве своего брата шехзаде Баязида.
21 декабря 1832 г. здесь произошло решающее сражение между египетским войском Ибрагима-паши и османской армией великого визиря Мехмеда Решид-паши. Несмотря на значительное превосходство османских сил, они потерпели совершенное поражение и сам Мехмед Решид-паша, тяжело раненый, был взят в плен.
В османские времена Конья была также центром дервишей и святым городом, куда сходились многочисленные паломники. 
В 1912 году в Конье проживали мусульмане — 51 986 чел., цыгане — 12 000 чел., армяне — 5 000 чел., греки — 4 822 чел., евреи — 70 чел.

### Турция

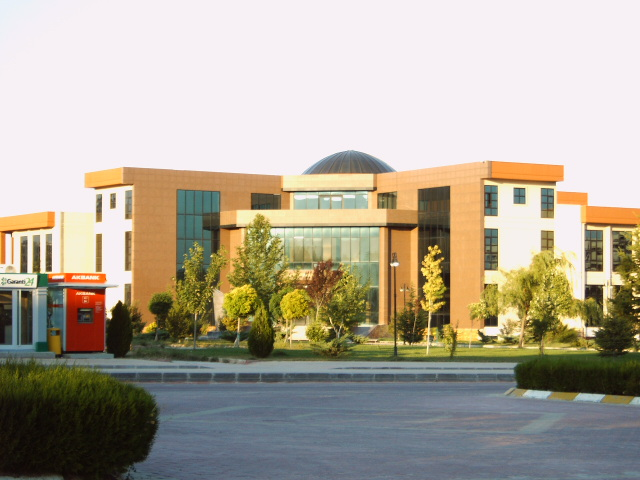
Библиотека и архив Сельджукского университета

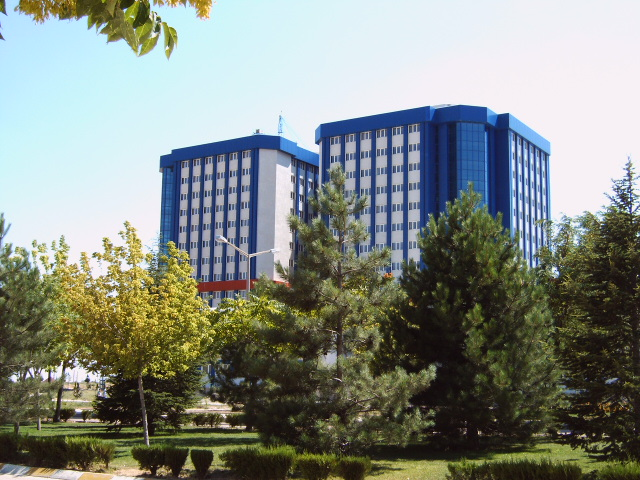
Факультет медицины Сельджукского университета

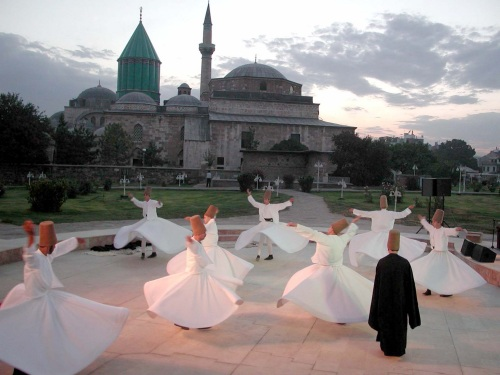
Созданный в 1273, суфийский орден Мевлеви и его кружащиеся дервиши являются одними из известных символов Коньи и Турции.

В 1925 году Ататюрк решил, что дервиши мешают модернизации страны, и подписал указы, по которым деятельность суфийских орденов запрещалась или резко ограничивалась. Суфийские монастыри были переоборудованы в музеи. Мавзолей Руми был также преобразован в музей в 1927. В 1957 в Конье было воссоздано общество кружащихся дервишей в виде общества восстановления древней культуры. В середине декабря ежегодно проводятся фестивали дервишей, сопровождающиеся танцами. Фестивали носят более светский, чем религиозный характер.

## Климат
Несмотря на географическую близость к Средиземному морю, климат Коньи намного холоднее, чем Антальи или Ялты, чему способствует большая высота над уровнем моря (порядка 1 000 метров) и незащищённость от холодных северных ветров. Климат умеренно континентальный, полузасушливый (Классификация климатов Кёппена: Dsa и BSk), выражены 4 времени года. Лето жаркое и продолжительное, с большим перепадом суточных температур. Летом, несмотря на жару днём, ночи всегда остаются прохладными. Зима относительно холодная и снежная. Весна наступает относительно поздно, а лето приходит только к середине мая и оканчивается к конце сентября. Осень же затяжная, погода меняется постепенно. Основная масса осадков выпадает весной и осенью. Летом дожди крайне редки. Зимой осадки часто выпадают в виде снега. Средняя продолжительность снежного покрова составляет 45 дней (минимум 15 дней — максимум 75 дней).
Средняя температура января 0,0 °C; июля 23 °C. Среднегодовая температура 11,6 °C. В среднем за год в Конья выпадает 332 мм осадков, которые приходятся приблизительно на 104 дождливых дней (зимой в основном в виде снега).
Жара выше 35 °C бывает редко и кратковременно, морозы ниже −15 °C также бывают редко.
Минимальная температура минус 26,5 градусов (6 февраля 1972 года), максимальная 40,6 градусов (30 июля 2000 года).
| Показатель                    | Янв. | Фев. | Март | Апр. | Май  | Июнь | Июль | Авг. | Сен. | Окт. | Нояб. | Дек. | Год  |
| ----------------------------- | ---- | ---- | ---- | ---- | ---- | ---- | ---- | ---- | ---- | ---- | ----- | ---- | ---- |
| Средний суточный максимум, °C | 4,6  | 7,2  | 11,5 | 17,4 | 21,9 | 26,4 | 29,6 | 29,5 | 25,8 | 19,6 | 13,2  | 6,7  | 17,7 |
| Средняя температура, °C       | 0,0  | 2,0  | 5,9  | 11,2 | 15,7 | 20,0 | 23,3 | 22,6 | 18,3 | 12,0 | 6,2   | 2,0  | 11,6 |
| Средний суточный минимум, °C  | −4,3 | −2,7 | 0,4  | 4,8  | 8,5  | 12,5 | 15,7 | 14,8 | 10,7 | 5,7  | 1,0   | −2,1 | 5,4  |
| Норма осадков, мм             | 38   | 32   | 28   | 31   | 49   | 22   | 7    | 7    | 11   | 31   | 32    | 44   | 332  |
| Источник: World Climate       |      |      |      |      |      |      |      |      |      |      |       |      |      |

## Транспорт
В 18 км от города расположен одноимённый аэропорт Конья, одновременно являющийся гражданским и военным.

## Достопримечательности
- Холм Ала ад-Дина — исторический холм, на котором изначально возникли первые поселения на месте современной Коньи.
- Центр города — уникальная сельджукская архитектура.
- Музей Мевляны — комплекс с гробницей Руми, там же проводятся фестивали дервишей (с ритуалом Сема). Центр паломничества и туризма.
- Мечеть Селимийе, которую основал султан Селим II в XVI веке.
- Музей Коюноглу — исторический и краеведческий.
- Мечеть Ала ад-Дина сельджукского времени, XIII век.
- Медресе Бюйюк Каратай, в настоящее время музей.
- Медресе Индже Минарет — в настоящее время музей прикладного искусства по дереву и камню.
- Археологический музей.
- Этнографический музей.
- Мечеть Шемса Тебризи и его могила.
- Мечеть Азизие.
- Мечеть Ипликчи — самая старая сельджукская мечеть, построенная в 1202 году.
- Мечеть Шерефеттина или мечеть Мевляны — османская мечеть, построенная в 1636 году.
- Мечеть Хаджи Хасана.
- Конья (стадион) — стадион вместимостью 42,276 зрителей.

## Города-побратимы
- Куляб (тадж. Кӯлоб; перс. کولاب) — город в Хатлонской области Таджикистана
- Баку (азерб. Bakı), Азербайджан
- Аксарай (тур. Aksaray), Турция
- Гюльтепе (тур. Gültepe), Турция
- Киото (яп. 京都), Япония
- Мултан (урду ملتان‎, англ. Multan, з.-пандж. ملتان), Пакистан[7]
- Триполи (араб. طرابلس‎), Ливан
- Сараево (босн.  и хорв. Sarajevo, серб. Сарајево), Босния и Герцеговина
- Кордова (исп. Córdoba), Испания
- Толедо (исп. Toledo), Испания
- Балх (дари بلخ), Афганистан
- Тетово (макед. Тетово, алб. Tetova), Северная Македония[8]
- Дортмунд (нем. Dortmund), Германия
- Окаяма (яп. 岡山市), Япония
- Кониц (босн.  и хорв. Konjic, серб. Конјиц), Босния и Герцеговина
- Гедареф (араб. القضارف‎, англ. Gedaref), Судан
- Сиань (кит. трад. 西安, пиньинь Xī'ān, палл. Сиань), Китай
- Верона (итал. Verona, вен. Verona), Италия
- Хэнань (кит. упр. 河南, пиньинь Hénán), Китай
- Бырлад (рум. Bârlad), Румыния
- Каннын (кор. 강릉시?, 江陵市?), Республика Корея
- Хеврон (ивр. חֶבְרוֹן‎, араб. الخليل‎), Государство Палестина
- Фес (араб. فاس‎, фр. Fès), Марокко
- Зандам (нидерл. Zaandam), Нидерланды
- Суст (нидерл. Soest), Нидерланды
- Париж (фр. Paris), Франция (город-партнёр)
- Тебриз (перс. تبریز‎, азерб. تبریز Təbriz), Иран
- Силхет, (бенг. সিলেট}), Бангладеш[9]